# 130 Електра
130 Електра (лат. 130 Elektra) је астероид главног астероидног појаса. Приближан пречник астероида је 182,25 km,
а средња удаљеност астероида од Сунца износи 3,122 астрономских јединица (АЈ).
Инклинација (нагиб) орбите у односу на раван еклиптике је 22,873 степени, а орбитални период износи 2015,508 дана (5,518 година). Ексцентрицитет орбите астероида износи 0,208.
Апсолутна магнитуда астероида износи 7,12 а геометријски албедо 0,075.
Астероид је откривен 17. фебруара 1873. године.